# Přeber si to
Přeber si to (v anglickém originále Analyze This) je americko-australská filmová komedie z roku 1999. Režisérem filmu je Harold Ramis. Hlavní role ve filmu ztvárnili Robert De Niro, Billy Crystal, Lisa Kudrow, Chazz Palminteri a Joe Viterelli.

## Děj
Hlavní postavou je boss newyorské mafie Paul Vitti, který se obtížně vyrovnává se stárnutím a začíná trpět depresemi. Požádá proto o odbornou pomoc psychologa Bena Sobela, neprůbojného intelektuála. Rozdílné povahy obou mužů jsou zdrojem mnoha humorných situací.

## Ocenění
Robert De Niro byl za svou roli ve filmu nominován na Zlatý glóbus. Film byl nominován v kategorii nejlepší komedie nebo muzikál.

## Obsazení
| Robert De Niro   | Paul Vitti      |
| Billy Crystal    | Ben Sobel       |
| Lisa Kudrow      | Laura MacNamara |
| Chazz Palminteri | Primo Sindone   |
| Joe Viterelli    | Jelly           |
| Kyle Sabihy      | Michael         |
| Pat Cooper       | Sal Masiello    |
| Joe Rigano       | Manetta         |
| Tony Bennett     | sebe            |

## Pokračování
Na úspěch tohoto filmu navázal v roce 2002 film Přeber si to znovu.